# Célestine N'Drin
Célestine N'Drin, född 20 juli 1963, är en friidrottare från Elfenbenskusten. Hon deltog vid olympiska sommarspelen 1976, olympiska sommarspelen 1984 och olympiska sommarspelen 1988.